# 四ヶ所通久
四ヶ所 通久（しかしょ なおひさ）は江戸時代中期から後期の筑後国柳河藩士で、藩内での踏車（水車）の普及に尽力するなどして立花鑑通の宝暦年間の藩政改革に貢献した中老。また日置流弓術及び山鹿流兵法師範。最終的な石高は400石。家格は六組給人。隠居後に隠居料二十人扶持拝領の上、機密用掛となる。

## 経歴
柳河藩に仕官してから4代目の当主である四ヶ所鎮之（源蔵）の長男として元禄14年（1701年）に誕生。享保5年（1720年）に部屋住みのまま出仕し、近国使者役を務める。享保11年（1726年）に藩主立花貞俶の参勤交代に随行して江戸に上る。これ以降、江戸往来24回、そのほか大坂、隣国などの旅役を数回務めた。

延享元年（1744年）には藩主貞則の弓師範役となる。延享4年（1747年）には藩主の鑑通の弓師範役及び兵法師範役となる。寛延3年（1750年）に長柄頭となる。宝暦元年（1751年）には奉行に昇進する。なお、宝暦年間の役職名改正により、奉行は中老に改正される。
宝暦3年（1753年）に踏車を近村の農家に試用として貸し渡して使用させる。しかし、従来は打桶で引水していた農民にとって、踏車は使い慣れない器械で操作に苦労した上、足腰が痛むために農村では四ヶ所が貸し出した踏車を使用することはなかった。
このために四ヶ所は仕方なく自腹で人夫を雇ったり、藩主の鑑通より御小屋の定人夫を借りて踏車の使用法を各村に伝授し、半強制的に踏車を使用させた。これにより、踏車の効用が農民に理解されるようになり普及する。
宝暦4年（1754年）には内証方を委任される。宝暦8年6月16日（1758年）に藩主の鑑通（あきなお）よりその諱の一字を拝領されて、諱を永良から通久に改名する。宝暦9年（1759年）に矢部川朝鮮松原に調練所が設けられるとその主幹となる。また100石加増されて石高400石となる。
宝暦10年（1760年）に神社崇拝及び銀札通用の論達を藩内に頒布。また、戸次鑑連（立花道雪）を祀る梅岳霊社を創建。翌年（1761年）には「諸侍系図」編纂を行う。その年8月には鑑通より家老職及び1000石待遇の内命があったが断り、再度、家老の矢島采女より家老職及び1000石待遇の命を伝えられたが再度拒否した。その後、逆に軍用金充当のために金800両を献上した。宝暦12年4月23日（1762年）に本中老家老席を命じられる。
明和3年6月（1766年）に隠居すると、隠居料二十人扶持を与えられ、8月には機密用掛となる。安永元年7月30日（1772年8月28日）に死去。享年72。

## 四ヶ所氏概略
系図では本姓を源氏としている。大友氏被官の筑後十五城の草野氏の一族である草野常永（修理亮）の子、草野常貞（長千代丸）が天正15年（1587年）頃に草野から三潴郡四ヶ所村に住んで四ヶ所氏を称す。天正19年（1591年）に常貞が立花宗茂に仕える。
「柳河藩立花家分限帳」掲載史料では、寛永6年（1629年）の「宗茂公御代諸士高附帳」に矢島石見守組に「百五十石　四ヶ所藤左衛門」とあり、『有馬一揆旧記』に「矢島主水正組 八人・同（馬一疋）・四ヶ所半九郎」、万治3年（1660年）の「忠茂公御代之分限帳」の矢島主水正組に「同（高）百五十石・徳益村・四ヶ所半九郎」、延宝9年（1681年）の「延宝九酉年知行取無足扶持方共」では矢嶋千助組に「同（高）百五十石・四ヶ所藤左衛門」、正徳元年（1711年）の「正徳元年侍帳」の矢嶋石見組に「百五十石・四ヶ所源蔵」とあり、概ね矢島氏が組頭を勤める組に所属する給人であったことが分かる。